# Leptoneta ciaisensis
Espèce
Leptoneta ciaisensis est une espèce d'araignées aranéomorphes de la famille des Leptonetidae.

## Distribution
Cette espèce est endémique des Alpes-Maritimes en Provence-Alpes-Côte d'Azur en France. Elle se rencontre dans l'Aven Ciais à Utelle.

## Étymologie
Son nom d'espèce, composé de ciais et du suffixe latin -ensis, « qui vit dans, qui habite », lui a été donné en référence au lieu de sa découverte, l'Aven Ciais.

## Publication originale
- Dresco, 1987 : Étude des Leptoneta: Leptoneta (Araneae, Leptonetidae) du sud-est de la France. Bulletin du Muséum National d'Histoire Naturelle Section A Zoologie Biologie et Écologie Animales, sér. 4, vol. 9, no 3, p. 633-650 (texte intégral).